# Mandevilla angustifolia
Mandevilla angustifolia là một loài thực vật có hoa trong họ La bố ma. Loài này được (Malme) Woodson mô tả khoa học đầu tiên năm 1933.